# Eustala isosceles
Eustala isosceles är en spindelart som beskrevs av Cândido Firmino de Mello-Leitão 1939. 
Eustala isosceles ingår i släktet Eustala och familjen hjulspindlar. Artens utbredningsområde är Paraguay. Inga underarter finns listade i Catalogue of Life.